# Gürbetal
Das Gürbetal ist ein Tal in der Schweiz und bezeichnet eine Region zwischen Bern und Thun westlich der Aare.

## Geographie
Der obere Teil des Tales liegt im Verwaltungskreis Thun, der untere im Verwaltungskreis Bern-Mittelland. Das Tal ist nach dem Fluss Gürbe benannt. Grösste Ortschaft im Gürbetal ist Belp. Das Gürbe- und Aaretal sind durch den Belpberg getrennt. Westlich wird das Gürbetal vom Längenberg flankiert. Im mittleren Talabschnitt verläuft in der östlichen Talebene zudem die Müsche, die bei Toffen in die Gürbe mündet.
Das Gürbetal hat einen ein bis maximal zwei Kilometer breiten, flachen Talgrund, auf dem Intensivlandwirtschaft betrieben wird. Infolge der häufigen Überschwemmungen wurde die Gürbe kanalisiert und der umliegende Talboden drainiert. Dadurch wurde auf dem fruchtbaren Boden Ackerbau und Gemüsebau ermöglicht. Auf dem fruchtbaren schwarzen Boden wird hauptsächlich Weisskohl (berndeutsch Chabis) angebaut, der in den Fabriken in Burgistein und Mühlethurnen zu Suurchabis (Sauerkraut) verarbeitet wird. Dieser Industrie hat das Gürbetal seinen Spitznamen Chabisland zu verdanken.

## Naturpark
Der grösste Teil des Gürbetals gehört heute zum Regionalen Naturpark Gantrisch. Der Förderverein Naturpark Gantrisch hat auch die Aufgaben des früheren Verkehrsverbandes Region Gürbetal übernommen.
Das Tal ist durch die Gürbetalbahn Bern–Belp–Thun erschlossen, diese Strecke gehört heute zur BLS Netz AG. Der Verkehr der S-Bahn Bern wird von der BLS AG geführt.

## Galerie

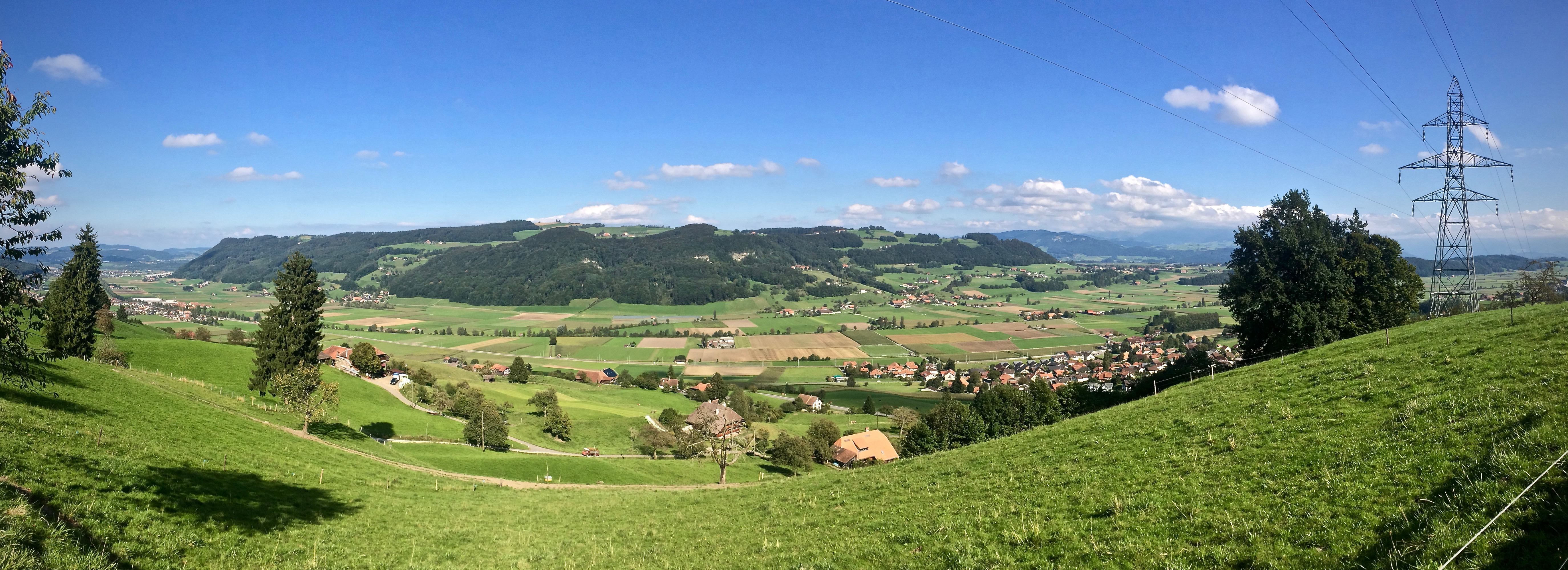
Das Gürbetal mit Belpberg, gesehen vom Längenberg in der Nähe von Kaufdorf.
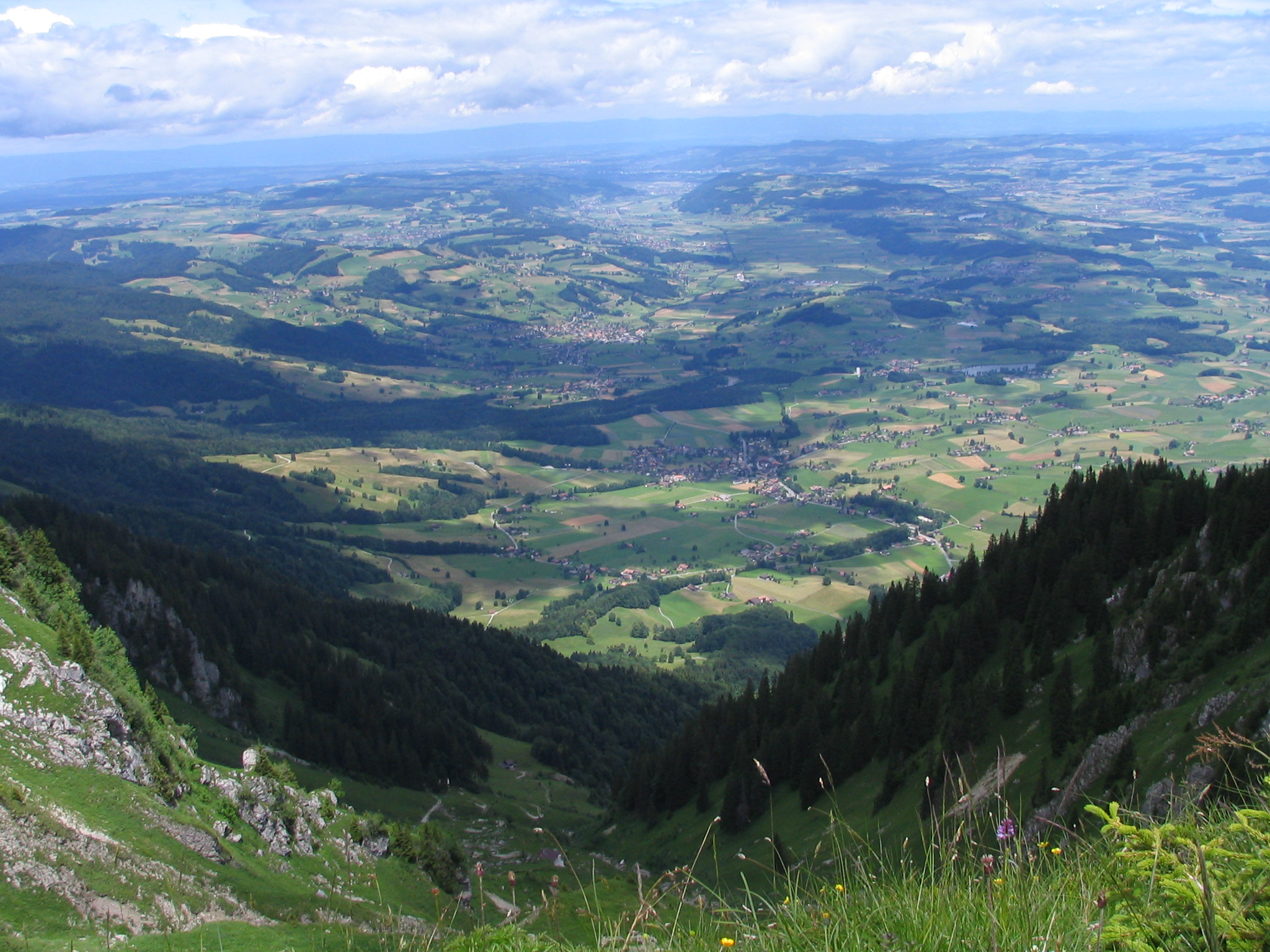
Blick vom Walalpgrat am Stockhorn in Richtung Norden ins Gürbetal.
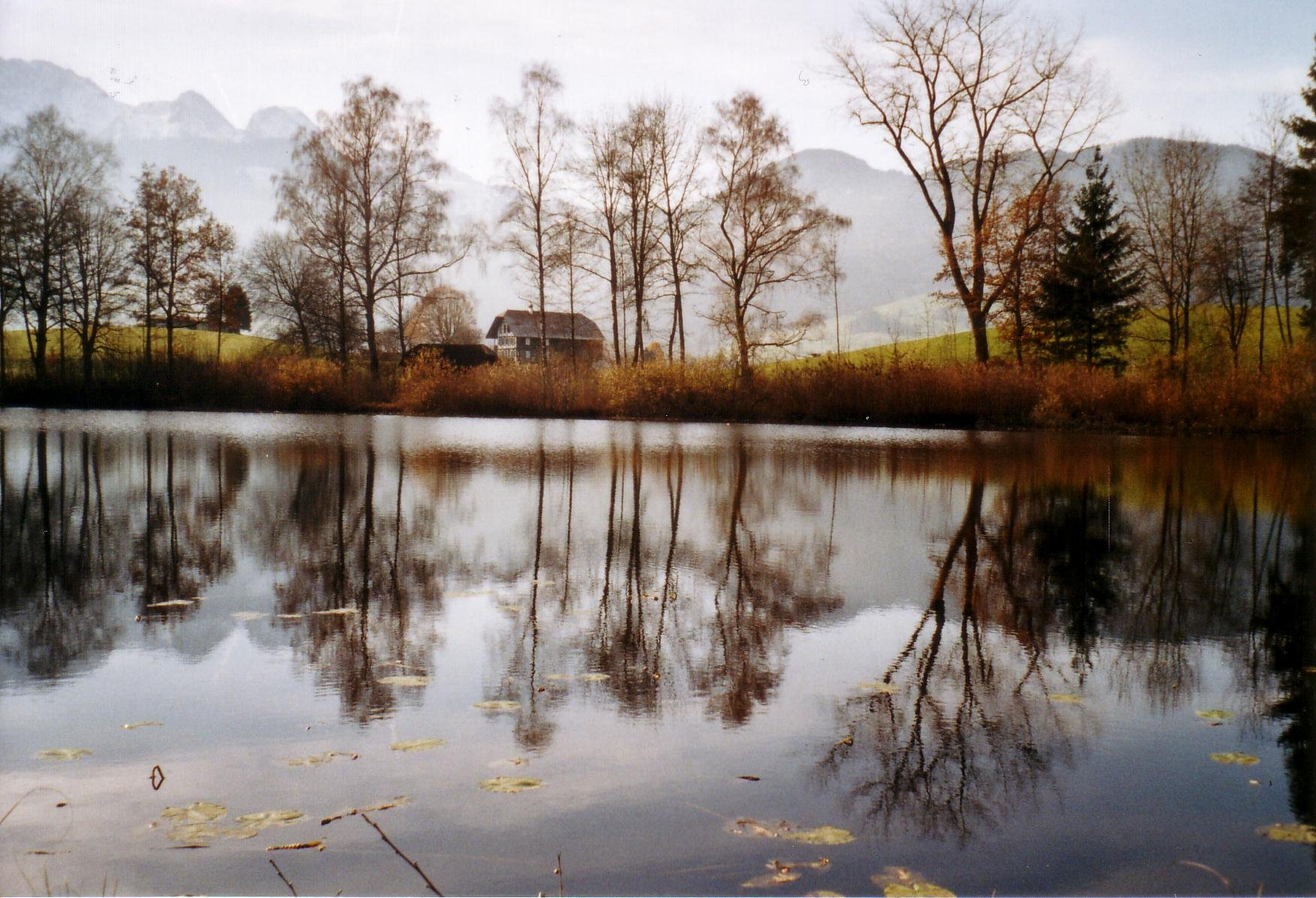
Der Geistsee im Gürbetal
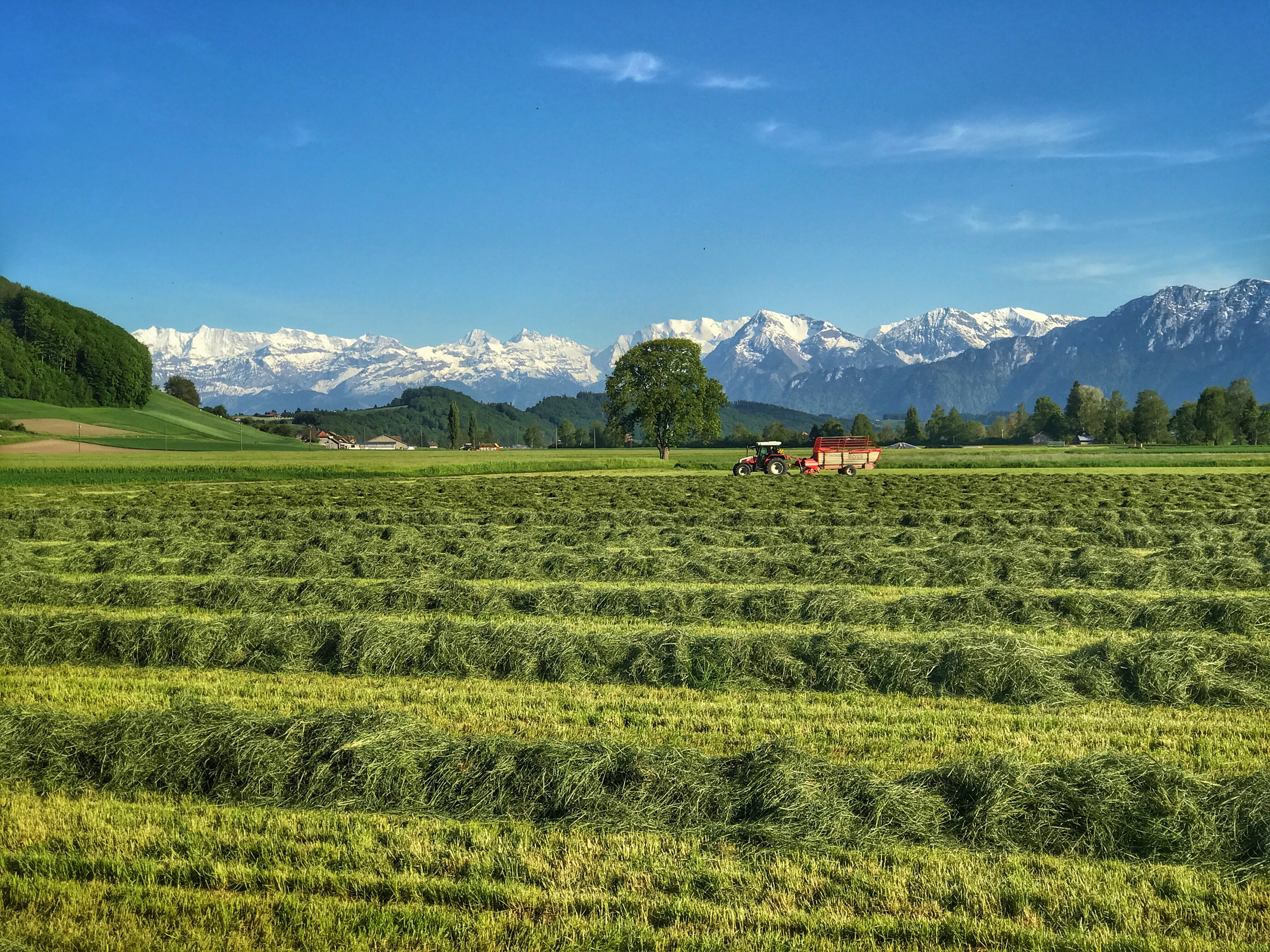
Landwirtschaft im Gürbetal in der Nähe von Toffen. Im Hintergrund die Berner Vor- und Hochalpen u. a. mit dem Niesen.
Das obere Gürbetal anno 1925 bei Wattenwil u. a. mit dem Gantrisch im Hintergrund. Aufgenommen vom Schweizer Flugzeug-Pionier Walter Mittelholzer.